# 展示犬
展示犬是指任何會參加狗展的狗隻。更具體地說，展示犬是指經過特殊培育、訓練和修飾，以符合狗展規格，從而有機會獲勝的狗隻。

## 狗展

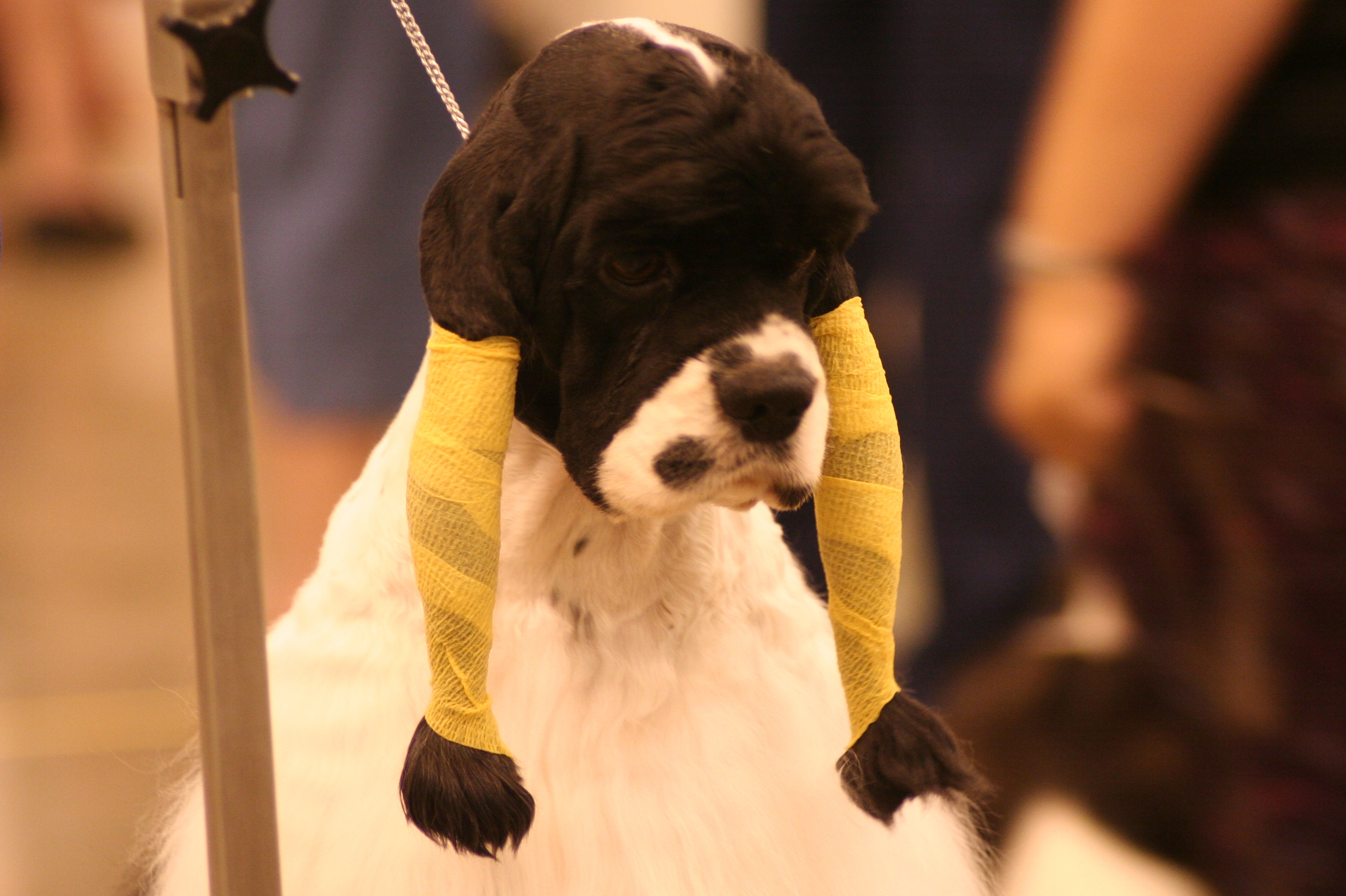
一隻美國可卡犬，其耳朵被包裹起來以保護毛髮，準備參加犬展

許多狗展運動的參賽資格限制在純種狗，這些狗必須在舉辦展覽的育犬協會或犬種俱樂部註冊，並通過繁殖來在特定運動中表現出色。犬展可以在室內、馬術場或其他適當的大空間內舉行，也可以在戶外的修整過的場地上舉行。展示犬會參與的展覽包括：
- 趣味展覽：通常由慈善機構舉辦以籌集資金，這些犬展可能會為參賽的服裝或最大和最小的狗提供獎品。
- 測試和比賽：展示狗的訓練或自然本能的犬展。它們可能需要對狗進行大量的正式訓練，如服從比賽，或者根本不需要訓練，如牧羊測試。有些是娛樂觀眾的犬運動，如飛盤狗和跳水狗，而另一些則對狗更有吸引力，如穴地比賽和獵試。
- 犬類外觀比賽：最初是為了選擇繁殖種犬而設計的，外觀比賽已經演變成一項運動，要求對狗和主人進行特定的訓練，以及精確的修飾要求（取決於參展犬的品種）。

## 犬展的批評
其中一個論點指出，犬業俱樂部要求品種內部繁殖，實際上是在推動強制性的持續近親繁殖，因為同一品種的所有成員都彼此有關聯。。 另一個論點則是，不論是追求外觀，還是特定的工作風格，過度依賴少數獲勝種犬進行繁殖，導致本就有限的基因庫面臨種群瓶頸的問題。